# ЛДЛ афереза
ЛДЛ афереза, липопротеинска афереза је ендокринолошка метод слична дијализи којом се пацијантима са високим нивоом ЛДЛ, лошег, холестерола смањује ниво масноће у крви. Слично као код дијализе пацијентима се из једне руке узима крв, која потом пролази кроз апарат, одмашћује се и враћа назад у крвоток кроз другу руку. 
Поступак ЛДЛ афереза примењује се код особа које имају генетску предиспозицију за хиперхолестеролемију, односно код пацијаната са породичном хиперхолестеролемијом који су у великом ризику од прогресивне (напредујуће) кардиоваскуларне болести.
Након аферезе, нивои ЛДЛ-Ц и Лп(а) значајно се смањују за 50–70%, али се враћају на почетне нивое током периода до следеће процедуре аферезе. Комбинација липопротеинске аферезе са лековима за снижавање липида може на тај начин додатно побољшати профил липида и смањити кардиоваскуларни ризик; најчешћи нежељени ефекти су блага до тешка хипотензија и мучнина, међутим, будући да је фереза инвазивна процедура, може негативно утицати на квалитет живота.

## Опште информације
Најновији подаци Светске здравствене организације наводе да је смртност од кардиоваскуларних болести у Европи 45%, а тренд показује да ће ове болести  2020-их. године бити водећи здравствени проблем. Убрзана артеросклероза, односно сужавање крвних судова има више фактора ризика, а повишен ниво масноћа крви један је од најзначајнијих. Између 25% и 33% одраслог становништва има поремећај масноћа. Ако лечење дијетом и статинима није довољно пацијенти иду на ЛДЛ аферезу, којом се селективно уклањају липопротеине који садрже аполипопротеин Б, што доводи до акутног смањења ЛДЛ-холестерола (ЛДЛ-Ц). 
Липопротеинском аферезом процесом сличаном дијализи (у коме се одређени састојак крви уклања машином за филтрирање, а остатак крви се враћа пацијенту) у којој су ЛДЛ честице (и други атерогени липопротеин) уклоњени из крви.

## Индикације
Поступак ЛДЛ афереза примењује се код
- Тешка породична хиперхолестеролемија (ПХ) –  стањ код кога је присутан висок ниво холестерола, па оболели пацијенти  развијају коронарну артеријску болест изузетно рано и изложени су високом ризику од инфаркта миокарда без адекватне терапије.
- Хомозиготним и хетерозиготним пацијентима, али је индикација јасно доказана у студијама само код хомозиготних пацијената.
- Изоловане елевације липопротеина (а) (повишење Лп(а)) са прогресивном (напредујућом) кардиоваскуларном болешћу.
- Пацијента који не реагују на исхрану и/или лекове који се користе за смањење ЛДЛ холестерола.
- Лечење људи са фокалном сегментном гломерулосклерозом (ФСГС), стањем које узрокује настанак ожиљног ткива у јединици за филтрирање бубрега.
- Пацијентима који имају ово стање када се понови након трансплантације бубрега или када се јави у нативном бубрегу. Користи се када се стандардне терапије не толеришу или су неефикасне.

## Поступак
Липидна афереза се може извести различитим процедурама. У зависности од примењеног поступка, одвајање плазме из крви пацијента може бити неопходно да би се уклонили липопротеини. Примери система аферезе липида који захтевају одвајање плазме од крви да би функционисали укључују каскадну филтрацију и хепарин-индукована екстракорпорална ЛДЛ преципитација (ХЕЛП).
Адекватно уклањање ЛДЛ холестерола липидном аферезом може се десити само ако је холестерол везан за протеин. 
Како, уклањањем липопротеина, липидна афереза може допринети смањењу смртности од последица породичне хиперхолестеролемије, због чињенице да је повећање у ниво холестерола настало као резултат дефекта рецептора, овај екстракорпорални поступак пречишћавања крви мора се понављати у дефинисаним интервалима. 
Према томе, ову терапијску меру треба посматрати као хроничну-интермитентну. 

## Системи за аферезу липопротеина
Данас се у пракси (нпр. у САД) најчешће користе два система аферезе липопротеина, мада постоји још неколико других система (који се користе ван САД).

### Систем за адсорпцију липопротеина декстран сулфат Апо Б (липосорбер)
У оовом систему плазма се одваја од ћелија и затим пропушта кроз две колоне декстран сулфата везаног за целулозне перле. Колона која није у употреби се регенерише, што омогућава да се третира већи волумен плазме.
У овом систему липопротеини који садрже Апо Б селективно се везују електростатичким набојем, док се крвне ћелије и третирана плазма враћају пацијенту преко повратне линије крви.
Ова метода захтева системску антикоагулацију са хепарином.
Како ензим који конвертује ангиотензин смањује разградњу брадикинина у плазми; инхибитори ензима који конвертује ангиотензин промовишу прекомерни брадикинин, што може изазвати хипотензију.
Током аферезе липопротеина може се јацити анафилактоидна реакција.

### Хепаринска екстракорпорална ЛДЛ афереза (ХЕЛП)
Код ове методе плазма је одвојена од ћелија, која је затим закисељена хепаринским пуфером. Пошто хепарин има негативно наелектрисање, а ЛДЛ честице позитивно, електростатичка привлачност преципитира ЛДЛ-хепарин комплекс, који се уклања филтером. Плазма се затим дијализује у карбонатном пуферу да би се обновио физиолошки пХ и уклонила висока концентрација хепарина.
И липосорбер и ХЕЛП ЛДЛ системи аферезе захтевају хепаринизацију да би се избегло згрушавање крви у цевима и сепараторима плазме. Типично, хепаринизација за липосорбер систем је болус од 25 јединица/кг телесне тежине, након чега следи брзина инфузије од 25 јединица/кг на сат, уз прилагођавања да би се постигао тачан ниво антикоагулације. За систем ХЕЛП, болус хепарина је 35 јединица/кг телесне тежине, након чега следи брзина инфузије од 1.000-1.500 јединица на сат, уз прилагођавања, по потреби. Стога је болус хепарина за ХЕЛП систем већи, али брзина инфузије хепарина може бити нижа у зависности од тежине пацијента.
Ова метода може захтевати мање времена за третман, али има ограниченији капацитет за запремину плазме коју обрађује (3.000 мЛ).
Иако преципитација хепарина смањује ниво фибриногена до 50%,  акутно крварење јавља се веома ретко, ако се уопште и дешава.
Нивои брадикинина нису промењени; стога, инхибитори ангиотензин конвертујућег ензима не морају да се прекидају.

## Нежељени ефекти
Најзначајнији потенцијални нежељени ефекти аферезе липопротеина укључују:
- Хипотензија, која се генерално јавља код ≤1% пацијената.
- Ретке случајеве инфекције венске катетерске линије.
- Лош венски приступ што доводи до могуће потребе за артериовенским фистулама.